# Maria do Rosário Fátima Correia

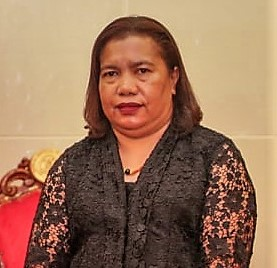
Maria do Rosário Fátima Correia (2022)

Maria do Rosário Fátima Correia ist eine osttimoresische Politikerin und Juristin.
2015/2016 war Correia Mitglied des Conselho Superior do Ministério Público (CSMP), dem obersten Rat der Generalstaatsanwaltschaft Osttimors.
Correia ist Mitglied der Partidu Libertasaun Popular (PLP) und trat bei den Parlamentswahlen in Osttimor 2018 auf Platz 78 der Ersatzliste der Aliança para Mudança e Progresso (AMP) an, zu der auch die PLP gehörte.
Am 31. März 2022 wurde sie zur Staatssekretärin für Gleichberechtigung und Inklusion (SEII) in der VIII. Regierung Osttimors unter Premierminister Taur Matan Ruak vereidigt. Sie löste damit die bisherige Amtsinhaberin Maria José da Fonseca Monteiro de Jesus ab. Das Amt hatte Correira bis zum Ende der Legislaturperiode am 30. Juni 2023 inne.